# Halvöppen central vokal
Halvöppen central vokal är ett språkljud. Symbolen för ljudet i det internationella fonetiska alfabetet är [ɐ]. 